# 广东省语言
广东地方语言体系较为复杂，脱胎于古汉语，同时也较多受古代百越语言的影响，源于历史上中原人口南迁，于宋代初步形成，以粤语、闽语、客语為大宗，除此之外，亦有普通话（现代标准汉语）、广东本地的粵北土語、軍話、少数民族语言，以及来粤工作或定居的外省籍人士所带来的外省母語。

## 历史
历史上，因岭南远离中原，社会环境相对安定，两晋、唐末、两宋出现三次岭北人口南迁广东的大规模移民浪潮。历代人口南迁的同时，也带来了中原地区的语言，并同原居民百越族人的语言长期接触和融合，形成了颇为独特的方言。由于南迁居民来源地不同，入粤时间不一，入粤后分布地不同，于是形成了不同的方言体系，主要是粤语方言、客家方言和潮州方言。
秦汉时期，大量的中原人南移，主要是定居于番禺一带，与原居民百越语言长期接触，后经东晋、南朝以至宋元，南迁广州等地的人口大增，使用粤语的人更多，遂形成了这一方言体系，是广东有代表性的方言。
客家的先民是中原地区的汉人，东晋时因避战乱迁至江西，唐末至北宋大量入粤，南宋以后更大规模南迁，多聚居于山区，与外界交往相对少，宗族观念强烈，其语言也保留了较多的中原语音。
潮汕发言则源自地域相近福建移民。宋元两代，不少福建士民落籍于海南和粤西沿海州县。潮汕方言、海南方言和雷州方言亦属闽方言中的闽南语系。

## 兼通多語現像

### 推普之前
1990年代大力推廣普通話之前，廣東有兼通多語現像。如增城、宝安，往往是西部本地人以粤语为母语，东部本地人以客家话为母语，在这些地区的人，往往两种话都会说。另外，由于粤语的强势作用，某些靠近粤语地区的纯客地区也出现方言混杂的现象，即当地人在本地说母语（客家话），离开本地往往说粤语，如深圳龙岗区。部分靠近粤语地区的发达经济地区（如从化、增城的粤语-客家话混杂地区），粤语广州话的使用频率往往比普通话、当地方言（客家话、本地白话）的使用频率高得多。在广东东部，客家人可能会使用潮州话同潮州人交流，潮州人可能会使用客家话同客家人交流，而极少有可能用粤语，而在广东中部，一些白话使用者，也有可能采用客家话同客家人交流。

## 方言地理

### 粤语分布
粤语分布在广东中部、西部（不包括雷州半岛和粤西的客家方言区），方言区的东端大致以韶关-广州-惠阳为界，与客家方言区毗邻。方言区的西南端以雷州半岛的湛江市区以南为界与闽语区毗邻珠江三角洲的中部、西部大都属于粤语方言区。

### 閩語分布
閩語分布在廣東東南沿海、珠江三角洲西岸部分地區和雷州半島湛江市区以南的县市。其中东南沿海的潮州、揭陽、汕頭、豐順为潮汕话方言区，汕尾、海豐、陸豐為海陸豐话方言区，惠東、博羅的部分地区为惠州學佬话方言區。珠江三角洲西岸部分地區为隆都话方言岛。雷州半島湛江市区以南的雷州、徐闻为雷州话方言区。

### 客家話分布
客家語大方言区分布在广东东部（不包括东南沿海的闽语地区）。方言区的西端大致以韶关-广州-惠阳为界，与粤语方言区毗邻。东南端以潮汕、海陆丰地区为界，与閩語大方言区毗邻。高州、廉江等地的三大块客家小方言区。

### 其他方言
惠州等地盛行東江本地話，兼具粵語和客家話性質，分區歸屬存爭議。粵北韶關各縣區、连州、连南廣泛分佈的粵北土話。珠三角惠東、粵東陸豐等地散佈的廣東軍話，屬官話方言。

## 广东汉语分支列表
- 粤语
  - 标准粤语（白話）
  - 珠三角本地粤语（土白话）
  - 四邑话
  - 粤西粤语
- 潮州话（潮汕話）
  - 韩江潮汕话
  - 练江潮汕话
  - 榕江潮汕话
- 海陆丰话（學佬話）
  - 海豐话
  - 陸豐话
  - 惠東學佬话
- 雷州话
- 隆都话
- 山涯话
- 廣東軍話
- 广东客家话
  - 梅江客家话（四县客家话）
  - 东江客家话（海陆丰客家话）
  - 韩江客家话
- 粵北土話

方言区归属有争议的语言
- 惠州惠城话